# Sfera di influenza

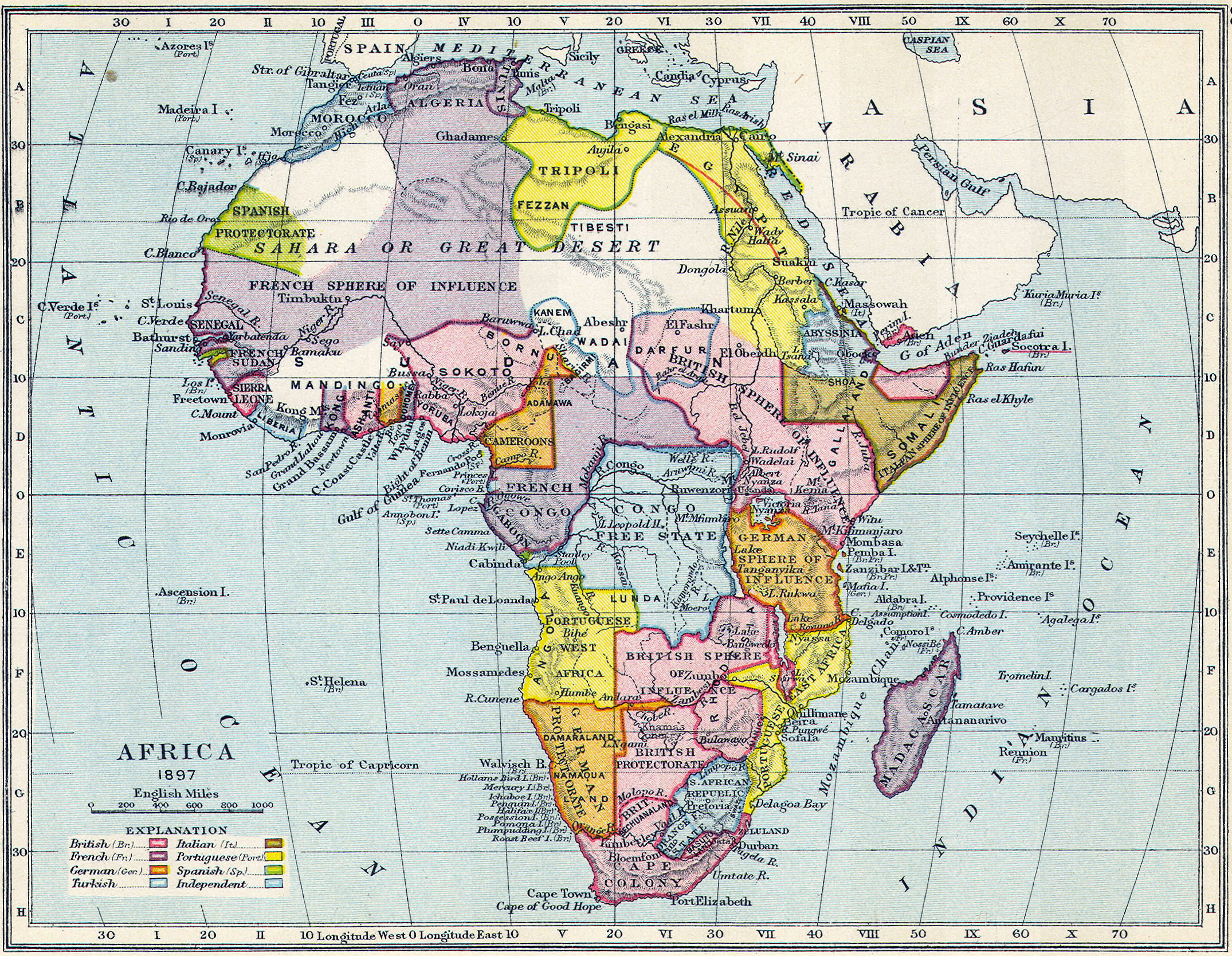
Una mappa coloniale dell'Africa del 1897 che mostra le "sfere di influenza" francesi, britanniche, tedesche e italiane.

Una sfera di influenza è un'area o una regione sopra la quale un'organizzazione o uno stato esercita una dominazione indiretta culturale, economica, militare o politica.  

## Storia
Nel corso della storia si possono fare molteplici esempi: tra gli anni settanta del XIX secolo e il 1910, sebbene la Cina imperiale esistesse ancora come stato sovrano, fu diviso in sei zone, delle quali la Russia prese l'area a nord della Grande Muraglia, la Germania la provincia di Shandong, il Giappone la Provincia Fujian, il Regno Unito il bacino del fiume Yangtze e la Francia le province sud-orientali confinanti con l'Indocina francese (la Gran Bretagna e la Francia ebbero insieme la provincia di Guangdong). In modo simile, l'Impero ottomano fu diviso dalle potenze imperiali in diverse sfere di influenza.
Durante la guerra fredda, l'Europa orientale, la Corea del Nord, Cuba, il Vietnam e fino alla crisi sino-sovietica anche la Repubblica popolare cinese furono sotto la sfera di influenza dell'Unione Sovietica.

## Analisi
Un Paese all'interno della "sfera di influenza" di un altro stato più potente può diventare una dipendenza dello stato e fungere da stato satellite o in altri casi addirittura da colonia. Per esempio, durante la sua esistenza, l'impero giapponese ebbe una grande sfera di influenza, in quanto il governo del Giappone influenzava direttamente o indirettamente gli eventi in Corea, Manciuria, Vietnam, Taiwan e parte della Cina. La "sfera di influenza" giapponese potrebbe pertanto essere disegnata sulle cartine geografiche come una grande bolla che circonda le isole del Giappone e le nazioni asiatiche controllate.
Alcune porzioni di un singolo stato possono cadere in due distinte sfere di influenza: è il caso degli stati cuscinetto dell'Iran e della Thailandia, che giacevano rispettivamente tra gli imperi del Regno Unito/Russia e Regno Unito/Francia. In modo analogo, dopo la seconda guerra mondiale, la Germania venne divisa in quattro zone di occupazione, che poi si consolidarono nella Germania Ovest (membro della NATO) e nella Germania Est (membro del Patto di Varsavia).
In casi più rari, in un singolo stato si possono instaurare diverse sfere di influenza relative a diverse potenze imperiali, come compromesso tra le potenze stesse o anche perché la dimensione del Paese non permette la costituzione di una singola sfera di influenza. 

## Altri significati
In California "sfera di influenza" ha un significato legale, che significa piano per i confini fisici e il bacino di utenza di un'agenzia locale.